# ヒメクズタケ属
ヒメクズタケ属（en:Deconica）は、モエギタケ科のキノコを形成する菌類の属である。以前は シビレタケ属と同義と考えられていたが、分子研究により、この属は多系統で、2 つの主要な系統群から構成され、1 つは青変する幻覚作用のある種、もう 1 つは青変しない幻覚作用のない種である。ヒメクズタケ属には、以前は シビレタケ属 のヒメクズタケ群とトフンタケ群に分類されていた種が含まれている。

## 分類学
最近まで、ヒメクズタケ属は一般に シビレタケ属 と同義と考えられており、1870 年にWorthington George Smithによって ハラタケ属 の亜属として命名された。その後、1879 年にPetter Karstenによって属レベルに引き上げられた。しかし、2000 年代に発表されたいくつかの分子研究により、当時の定義では シビレタケ属 は多系統であることが実証された。これらの研究は、シビレタケ属を2つの系統に分けるという考えを支持した。1つは青色を呈し幻覚作用のある種から成り、もう1つは青色を呈さず幻覚作用のない種から成っている。しかし、属全体の一般的に受け入れられているタイプ種（分類名の元の著者がタイプを指定しなかった場合に後に選択された標本）は、非幻覚作用のある種であるシビレタケ属ヒメクズタケであった。研究における種のこれらの形態を分離すると、幻覚作用のある系統に有効な名前がなくなる。この分類上のジレンマを解決するために、2005年に、シビレタケ属という名前を保存し、P. semilanceata（シビレタケ）をシビレタケ属のタイプ種として、ヒメクズタケ属を非幻覚作用の系統の名前として使用するという選択肢を残すことが提案された。この提案は、2009年に菌類命名委員会で満場一致で承認された。最近、青みがかっていないPsilocybe fuscofulva は幻覚性化合物を生成しないことが報告された。したがって、幻覚性のない種も、ヒメクズタケ属だけでなく シビレタケ属に含まれる。
ヒメクズタケ属は、1951 年の Rolf Singer 、1960 年の Dennis と Orton、1979 年の Horak など、複数の著者によって別の属として認識されていた。

## 種
ヒメクズタケ属の多くの種は、菌類学者 Machiel Noordeloos によって 2009 年の出版物でそこに移された。
- Deconica aequatoriae[15]
- Deconica alpestris[15]
- Deconica angustispora[15]
- Deconica argentina[16]
- Deconica aureicystidiata[17]
- Deconica bayliasiana
- Deconica caricicola
- Deconica castanella
- Deconica chionophila
- Deconica citrispora
- Deconica coprophila
- Deconica crobula
- Deconica eucalyptina
- Deconica flocculosa
- Deconica goniospora[17]
- Deconica horizontalis
- Deconica hartii
- Deconica inquilina
- Deconica magica
- Deconica merdaria
- Deconica merdicola
- Deconica micropora
- Deconica moelleri
- Deconica mongolica[18]
- Deconica montana var. macrospora
- Deconica musacearum[16]
- Deconica novae-zelandiae
- Deconica neocaledonica[17]
- Deconica neorhombispora[19]
- Deconica pegleriana[16]
- Deconica philipsii
- Deconica phyllogena
- Deconica pratense
- Deconica pseudobullacea[15]
- Deconica rhomboidospora
- Deconica schoeneti
- Deconica semiinconspicua[15]
- Deconica singeriana[16]
- Deconica subcoprophila
- Deconica submaritima
- Deconica subviscida var. velata
- Deconica tenax
- Deconica thailandensis[15]
- Deconica umbrina[15]
- Deconica velifera
- Deconica venezuelana[16]
- Deconica vorax
- Deconica xeroderma